# Campeonato Europeo de Tiro con Arco en Sala de 1998
El VI Campeonato Europeo de Tiro con Arco en Sala se celebró en Oldenburgo (Alemania) entre el 3 y el 7 de marzo de 1998 bajo la organización de la Unión Europea de Tiro con Arco (WAE) y la Federación Alemana de Tiro con Arco.

## Resultados

### Masculino
| Evento                    | Oro                                                         | Plata                                                          | Bronce                                                                       |
| ------------------------- | ----------------------------------------------------------- | -------------------------------------------------------------- | ---------------------------------------------------------------------------- |
| Arco recurvo individual   | Lionel Torres Francia                                       | Matteo Bisiani · Italia                                        | Henk Vogels · Países Bajos                                                   |
| Arco recurvo por equipo   | Matteo Bisiani · Ilario Di Buò · Mario Casavecchia · Italia | Michael Frankenberg · Alexander Fröse · Erich Kloos · Alemania | Josep Reche Bastidas · Antonio Vázquez Megido · José Antonio Amador · España |
| Arco compuesto individual | Dominique Giroud · Suiza                                    | Michael Peart Reino Unido                                      | Cedric Van Elven · Bélgica                                                   |
| Arco compuesto por equipo | Dominique Giroud · David Lopez · Patrizio Hofer · Suiza     | Tom Henriksen Per Knudsen Niels Baldur Dinamarca               | Michael Peart Simon Tarplee Christopher White Reino Unido                    |

### Femenino
| Evento                    | Oro                                                         | Plata                                                          | Bronce                                                      |
| ------------------------- | ----------------------------------------------------------- | -------------------------------------------------------------- | ----------------------------------------------------------- |
| Arco recurvo individual   | Deniz Günay Turquía                                         | Katarzyna Klata · Polonia                                      | Almudena Gallardo · España                                  |
| Arco recurvo por equipo   | Kateryna Paleja · Olena Sadovnycha · Ilona Babich · Ucrania | Deniz Günay Natalia Nasaridze Elif Altınkaynak Turquía         | Sandra Sachse · Barbara Mensing · Cornelia Pfohl · Alemania |
| Arco compuesto individual | Valérie Fabre Francia                                       | Nichola Simpson Reino Unido                                    | Sophie Cordier Francia                                      |
| Arco compuesto por equipo | Valérie Fabre Sophie Cordier Cécilia Ploquin Francia        | Nichola Simpson Maryann Richardson Beverley Taylor Reino Unido | Rita Riedo · Sylviane Lambelet · Karin Probst · Suiza       |

## Medallero
| Núm. | País         | Oro | Plata | Bronce | Total |
| ---- | ------------ | --- | ----- | ------ | ----- |
| 1    | Francia      | 3   | 0     | 1      | 4     |
| 2    | Suiza        | 2   | 0     | 1      | 3     |
| 3    | Italia       | 1   | 1     | 0      | 2     |
| 3    | Turquía      | 1   | 1     | 0      | 2     |
| 5    | Ucrania      | 1   | 0     | 0      | 1     |
| 6    | Reino Unido  | 0   | 3     | 1      | 4     |
| 7    | Alemania     | 0   | 1     | 1      | 2     |
| 8    | Dinamarca    | 0   | 1     | 0      | 1     |
| 8    | Polonia      | 0   | 1     | 0      | 1     |
| 10   | España       | 0   | 0     | 2      | 2     |
| 11   | Bélgica      | 0   | 0     | 1      | 1     |
| 11   | Países Bajos | 0   | 0     | 1      | 1     |
|      | TOTAL        | 8   | 8     | 8      | 24    |